# Serge Denoncourt
Pour les articles homonymes, voir Denoncourt.
Serge Denoncourt (né le 16 avril 1962 à Shawinigan, Québec), est un acteur, un auteur, un directeur artistique de théâtre, un réalisateur de court métrage et un metteur en scène québécois. En 1984, il est le fondateur et président du Théâtre de l’Opsis, puis de 1994 à 1997, il est le directeur artistique du Théâtre du Trident. Avec plus de 120 mises en scène au théâtre,, il est l’un des acteurs et metteurs en scène les plus prolifiques du Québec.
Tant dans les œuvres contemporaines que classiques, Serge Denoncourt poursuit une carrière nationale et internationale. Au théâtre, il a mis en scène des classiques comme Tchekhov, Tennessee Williams, Molière, Arthur Miller, Georges Feydeau ainsi que des dramaturges québécois tels que Michel Tremblay, Michel Marc Bouchard, Simon Fortin, Jacques Godbout, etc. C'est un metteur en scène exigeant, autant envers les acteurs qu'envers lui-même.
Polyvalent, en près de 40 ans de carrière, il aura aussi fait des mises en scène dans le milieu du cirque, de l’opéra, de la chanson, de la danse, de la comédie musicale et des arts du spectacle (magie, illusionnisme, transformisme).
Vivant en partie au Québec et en Italie, il travaille dans plusieurs pays à travers le monde.

## Biographie
Serge Denoncourt naît le 16 avril 1962 à Shawinigan, dans une famille aux revenus modestes. Il est le fils de Roger Denoncourt (1921-1993) et de Hélène Despins (1925-2007). Son père est mécanicien durant la journée et chauffeur de taxi le soir pendant que sa mère coud à la maison toute la journée pour joindre les deux bouts. À sa naissance, Serge Denoncourt a déjà deux frères plus âgés que lui, Jean et Guy et il sera suivi par une sœur, Suzie, sa cadette de deux ans. Par sa mère dont il est très proche, il a accès à la culture. Elle lui fait découvrir les téléthéâtres en l’assoyant devant la télévision. Enfant peu bavard, "nerd", il se fait intimider à l'école et il a peu d'amis. Vers l’âge de 10 ans, il est diagnostiqué du syndrome d’Asperger qui fait partie du spectre de l’autisme. À la maison, sa jeune sœur Suzie devient son premier public devant qui il performe: chansons, spectacles, théâtre. À 10 ans, avec son argent de poche, il achète la pièce de théâtre Les Belles-sœurs de Michel Tremblay. Il joue tous les personnages de la pièce à sa sœur, personnages dont il a appris toutes les répliques par cœur. À l’adolescence, il décide d’être plus « social » et il devient alors président de son école et il dit de lui-même : « J’étais dans tout, je faisais tout… ».
Vers l’âge de 18 ans, Serge Denoncourt veut étudier en médecine pour réaliser son rêve de devenir neurochirurgien. Mais, finalement, il décide d’auditionner pour l’École nationale de théâtre du Canada où il est accepté, puis il s’inscrit et est accepté au cours de théâtre du Collège Lionel-Groulx où il est formé en interprétation. Il fait partie de la promotion de 1983. Dès sa sortie de l’école de théâtre, il travaille comme comédien et de 1984 à 2002, il jouera au théâtre dans une dizaine de spectacles.
En 1984, il interprète, entre autres, le rôle de Harold, dans la pièce de théâtre de Colin Higgins Harold et Maude dans une mise en scène de Jean-Luc Bastien, pièce dans laquelle il donne la réplique à Janine Sutto qui interprète le rôle de Maude. La même année, il cofonde le Théâtre de l’Opsis, compagnie qui fait du « théâtre consacré à la recherche sur la mise en scène via l’exploration du texte ». Il y restera surtout comme directeur artistique de 1984 à 1994.
C’est en 1987 qu’il se révèle comme un metteur en scène de grand talent et d’une grande inventivité avec la pièce Grand et petit de Botho Strauss,. Il devient directeur artistique du Théâtre du Trident de 1994 à 1997, compagnie à laquelle il donne un nouveau souffle. En dehors de son travail pour le théâtre de l’Opsis et celui du Trident, il dirige, entre autres, au Cégep Lionel-Groulx, au théâtre Denise-Pelletier, au théâtre de Quat'Sous, à la Compagnie Jean-Duceppe, à l’Espace Go et au théâtre du Nouveau Monde.
En 1995, il signe la mise en scène de l’opéra Così fan tutte de Mozart, pour l’Opéra de Québec. En 1999, il est récompensé pour son travail au Quat'Sous pour la pièce conçue et mise en scène par lui-même: Je suis une mouette… non ce n’est pas ça, qui lui a valu le Masque de la meilleure mise en scène en février 2000. Cette pièce sera reprise au Theaterfestival Spielart à Munich, au Festival des langues étrangères à Tournai en Belgique et partira en tournée en France,. Toujours en 1999, il co-scénarise avec Jean-Philippe Côté le court métrage Via Crucis, film qu’il réalise et « qui a été présenté en sélection officielle à la Mostra de Venise à l’automne 2000 » et qui a remporté le prix Centaure, au Festival international du film de Saint-Pétersbourg, en Russie, en 2001.
En 2002, Denoncourt dirige une reprise de la pièce Les Feluettes de Michel Marc Bouchard, reprise qui connaît un très grand succès : « cette production a remporté le Masque du public Loto-Québec et le Masque Production Montréal en 2004. Ce spectacle a également été présenté en anglais au en:American Conservatory Theater (A.C.T.) à San Francisco en 2005». En 2003, il fait la direction d’acteurs pour trois épisodes de la série de télévision Solstrom de la compagnie du Cirque du Soleil,. Par la suite, entre 2004 et 2019, Denoncourt assurera la mise en scène de quatre créations du dramaturge Michel Marc Bouchard: Le Peintre des madones en 2004, Christine, la reine-garçon en 2012, La Divine Illusion en 2015 au Théâtre du Nouveau Monde de Montréal qui remportera un franc succès populaire et plusieurs supplémentaires sont ajoutées pour combler la demande et enfin La Nuit où Laurier Gaudreau s’est réveillé en 2019.
En 2007, lors de la création du nouveau spectacle du magicien Criss Angel, Believe, Serge Denoncourt agit comme co-auteur et metteur en scène de ce spectacle. Il signe en 2010, la comédie musicale Le blues d'la métropole, basée sur l'œuvre du groupe Beau Dommage. À l’été 2011, en compagnie du gagnant du concours de danse So you think you can dance, le jeune Nicolas Archambault, il met sur pied un spectacle avec une vingtaine de jeunes Tziganes à Belgrade nommé GRUBB The Musical, un projet mis sur pied pour soutenir les jeunes avec des projets éducatifs et artistiques, une véritable œuvre humanitaire ; ils se produiront au Festival international de jazz de Montréal dès l’été 2011.
En 2012, il fait la mise en scène de la pièce de Michel Tremblay Oratorio de Noël dont un personnage souffre de la maladie d’Alzheimer, maladie que connaît bien Serge Denoncourt puisque sa mère est décédée de cette maladie en 2007.
Il se fait connaître du grand public québécois en devenant juge avec son franc-parler à l’émission Les Dieux de la Danse à Radio-Canada en 2015. Le 15 mai 2016, Serge Denoncourt annonce qu’il est homosexuel à l’émission La soirée est (encore) jeune à ICI Radio-Canada Première. Questionné sur son célibat, il lance: « Pourquoi ça ne fonctionne pas avec mes conjointes ? Regarder Les Feluettes ! » M. Denoncourt était à l’émission pour discuter de la pièce d’opéra Les Feluettes dont il fait la mise en scène.[réf. nécessaire]. Pour son apport à la vitalité des arts de la scène, Serge Denoncourt est investi de l’Ordre du Canada qui est la plus haute récompense du système canadien de titres et décorations, le 25 août 2017.
À l’Opéra de Montréal, Denoncourt met en scène un opéra coécrit par Michel Marc Bouchard et Kevin March, monté à Montréal en 2018 et basé sur la pièce Les Feluettes.
Parmi toutes les mises en scène de théâtre faites par Serge Denoncourt, certaines ressortent plus que d’autres : Le Temps et la Chambre de Botho Strauss (1995, prix Gascon-Roux de la meilleure mise en scène) ; Les Estivants, de Maxime Gorki (1997, Masque et le prix Gascon-Roux de la meilleure mise en scène) ; Je suis une mouette (non ce n’est pas ça) d'après Tchekhov (1998, Masque de la meilleure mise en scène; Décadence de Steven Berkoff (2002, Masques du public et de la meilleure production à Montréal). En ce qui concerne les arts de la scène, il fait la conception et mise en scène du spectacle du transformiste Arturo Brachetti (2001, prix Molière du meilleur spectacle); la mise en scène de celui de Gaetano Triggiano (illusionniste) et de celui de Eros Ramazzotti (chanteur). En ce qui concerne les spectacles musicaux ou comédies musicales, il faut noter la mise en scène de Pied de poule de Marc Drouin (2003) ; l’adaptation et la mise en scène de Les Choristes (2018) ; le livret et la mise en scène du spectacle Je vais t’aimer avec les chansons de Michel Sardou (2021).
À l'été 2022, Serge Denoncourt signe la mise en scène de la comédie musicale Annie, qui a lieu dans le cadre du festival Juste pour rire. Le spectacle a été présenté à Montréal et en supplémentaire à Québec.
Serge Denoncourt dira dans une entrevue : « Le lieu où je me sens le mieux au monde, c’est dans une salle de répétition. »

## Carrière

### Acteur

#### Théâtre
- 1983 : Victoire (Michel Barrette), le rôle de Victor et metteur en scène.
- 1984 : Pleins feux (Serge Boucher), le rôle de Patrick et metteur en scène. Théâtre de L'Opsis.
- 1984 : Harold et Maude (Colin Higgins), le rôle d'Harrold. Nouvelle Compagnie Théâtrale.
- 1987 : Dylan (Sydney Michael), le rôle de Mattock. Mise en scène de Louison Danis.
- 1987 : Névrose à la carte (Christopher Durang), le rôle d'André. Mise en scène de Sébastien Dhavernas.
- 1988 : 242 M 106 (Hélène Lasnier), le rôle de Bac. Théâtre Le Carrousel.
- 1989 : À propos de Roméo et Juliette (Pierre-Yves Lemieux), le rôle de Mercutio. Théâtre de L'Opsis.
- 1991 : L'Été (Romain Weingarten), le rôle de Simon. Théâtre de L'Opsis.
- 1993 : Les Fourberies de Scapin (Molière), le rôle de Léandre. Théâtre du Trident.
- 1998 : Silence en coulisses (Michael Frayn), le rôle du metteur en scène. Théâtre des Cascades.
- 2002 : Juste la fin du monde (Jean-Luc Lagarce), Espace Go.

#### Télévision
- 1983 : Charles Grant's war, CBC.
- 1984 : La Bonne Aventure (téléroman de Lise Payette), Radio-Canada.
- 1985 : Jeanne d'Arc avec nous, Radio-Canada.
- 1986 : Lorenzaccio, Radio-Canada.
- 1986 : Manon.
- 1988 : Bonjour Docteur, le rôle de Maurice, Radio-Canada.
- 2024 : Serge à Paris

#### Cinéma
- 1996 : Le Polygraphe, réalisé par Robert Lepage.
- 2008 : Votez Bougon, réalisé par Jean-François Pouliot.

### Réalisateur
- 2001 : Via Crucis (court-métrage produit par Norfilms).

### Mises en scène et réalisations
- 1985 : Le Lac Langlois (André Jean), Théâtre de l'Entracte.
- 1986 : Un cadavre à l'entracte (Pierre-Yves Lemieux), Théâtre de l'Entracte.
- 1987 : En attendant bébé (Pierre-Yves Lemieux), Théâtre de l'Entracte.
- 1987 : In Extremis (William Mastrosimone), Théâtre de Quat'Sous.
- 1987 : Grand et petit (Botho Strauss), Théâtre de L'Opsis.
- 1988 : Salut Galarneau (Jacques Godbout), Collège Lionel-Groulx.
- 1988 : Il Campiello (Goldoni), Théâtre de L'Opsis.
- 1989 : Une demande en mariage (Anton Tchekhov), Nouvelle Compagnie Théâtrale.
- 1989 : À propos de Roméo et Juliette (Pierre-Yves Lemieux), Théâtre de L'Opsis.
- 1990 : L'Honneur perdu de Katharina Blum (Heinrich Böll), Théâtre de L'Opsis.
- 1990 : Vu du pont (Arthur Miller), Théâtre populaire du Québec.
- 1990 : George Dandin (Molière), Nouvelle Compagnie Théâtrale.
- 1990 : Les Estivants (Maxime Gorki), Collège Lionel-Groulx.
- 1991 : Électre (Sophocle), Collège Lionel-Groulx.
- 1991 : Ils étaient tous mes fils (Arthur Miller), Compagnie Jean Duceppe.
- 1991 : Les Belles-Sœurs (Michel Tremblay), Théâtre du Trident.
- 1991 : Transport de femmes, Conservatoire d'art dramatique de Québec.
- 1992 : Le Pays dans la gorge (Simon Fortin), Théâtre populaire du Québec.
- 1992 : Les Fourberies de Scapin (Molière), Théâtre du Trident.
- 1992 : Faust (Mephisto).
- 1993 : Comédie russe d'après Platonov (Anton Tchekhov adapté par Pierre-Yves Lemieux), Théâtre de L'Opsis.
- 1993 : Vu du pont de Arthur Miller[21]
- 1993-1994 : Don Juan (Molière), Théâtre du Trident.
- 1994 : À propos de cent millions qui tombent (Georges Feydeau et Pierre-Yves Lemieux), Compagnie Jean Duceppe.
- 1994 : Equus (Peter Schaeffer), Théâtre populaire du Québec.
- 1994-1995 : Volpone (Ben Jonson), Théâtre du Trident et Centre national des Arts.
- 1995 : Le Temps et la Chambre (Botho Strauss), Théâtre du Nouveau Monde.
- 1995 : Le Cercle de craie caucasien (Bertolt Brecht), Théâtre du Trident.
- 1995 : Arlequin, serviteur de deux maîtres (Carlo Goldoni), Théâtre de L'Opsis.
- 1995 : Così fan tutte (Wolfgang Amadeus Mozart), Opéra de Québec au Grand Théâtre de Québec.
- 1996 : Mephisto (Ariane Mnouchkine), Théâtre du Trident.
- 1996 : Messe solennelle pour une pleine lune d’été (Michel Tremblay), Théâtre du Trident.
- 1996 : Teatr (Michael Boulgakov), Théâtre de L'Opsis.
- 1997 : Jeune femme cherche homme désespérément (Carole Tremblay), Théâtre des Cascades.
- 1997 : Les Estivants (Maxime Gorki), Théâtre du Nouveau Monde et Théâtre du Trident.
- 1997 : Le Cid (Pierre Corneille), Théâtre Denise-Pelletier.
- 1997 : Décadence (Steven Berkoff), Théâtre de Quat'Sous.
- 1998 : Le Chemin des Passes-Dangereuses (Michel Marc Bouchard), Compagnie Jean Duceppe.
- 1998 : Le Nozze di Figaro (Wolfgang Amadeus Mozart), Opéra de Québec au Grand Théâtre de Québec et Place des Arts.
- 1998 : Silence en coulisses (Michael Frayn), Théâtre des Cascades.
- 1998 : Le Pays dans la gorge (Simon Fortin), adaptation télévisuelle pour la Société Radio-Canada.
- 1998 : Je suis une mouette… non ce n’est pas ça (Texte et mise en scène), Théâtre de Quat'Sous et Théâtre de l'Opsis.
- 1998 : Nocturne (Pan Bouyoucas), Théâtre d’Aujourd’hui.
- 1998 : La Grande Magia (Eduardo De Filippo), Compagnie Jean Duceppe.
- 1999 : Via Crucis, (court métrage) (Norfilms).
- 1999 : Arturo Brachetti, réalisation et coscénarisation pour les Films Rozon et la Salle Pierre-Mercure.
- 2000-2004-2005-2006 : Arturo Brachetti, conception et mise en scène pour le Théâtre Marigny et le Théâtre Mogador de Paris.
- 2000 : Rien à voir avec les rossignols (Tennessee Williams), Compagnie Jean Duceppe.
- 2000 : La Cerisaie (Anton Tchekhov), Théâtre du Nouveau Monde.
- 2001 : La Tosca (Giacomo Puccini), Opéra de Québec.
- 2001 : La Chambre bleue (David Hare), Théâtre du Rideau Vert.
- 2001 : Les Règles du savoir-vivre dans la société moderne (Jean-Luc Lagarce), Espace GO.
- 2001 : Music-Hall (Jean-Luc Lagarce), Espace GO.
- 2001 : Le Spot idéal, Théâtre de Rougemont.
- 2001 : À la recherche d’Elvis (Marcia Kash), Théâtre de Rougemont.
- 2001 : Une journée particulière (Ettore Scola), Compagnie Jean Duceppe.
- 2001 : (Oncle) Vania (Howard Barker adaptation d'Anton Tchekhov), Espace GO et Théâtre de L’Opsis.
- 2001 : Arturo Brachetti, conception et mise en scène, Casino de Paris.
- 2001 : Je suis une mouette… non ce n’est pas ça, texte et mise en scène, Munich.
- 2002 : Les Femmes de bonne humeur (Carlo Goldoni), Théâtre Denise-Pelletier.
- 2002 : Juste la fin du monde (Jean-Luc Lagarce), Espace GO.
- 2002 : Je suis une mouette… non ce n’est pas ça, texte et mise en scène, Théâtre de L’Opsis et tournée en France.
- 2002 : Arturo Brachetti, conception et mise en scène à Montréal et Toronto.
- 2002 : Don Giovanni (Wolfgang Amadeus Mozart), Opéra de Québec.
- 2002 : Les Feluettes (Michel Marc Bouchard), Espace GO.
- 2003 : À la recherche d’Elvis (Marcia Kash), Théâtre Corona et tournée au Québec.
- 2003 : Pied de poule (Marc Drouin), Centre culturel de Joliette et Théâtre Outremont.
- 2003 : L'Habilleur (Ronald Harwood), Compagnie Jean Duceppe.
- 2003 : Les Belles-sœurs (Michel Tremblay), L'Escale, Théâtre de la Dame Blanche et tournée au Québec.
- 2003 : Solström (série télévisuelle), Cirque du soleil.
- 2004 : Eros Ramazzotti, conception visuelle et artistique avec Francis Laporte, tournée européenne.
- 2004-2005 : Pied de Poule (Marc Drouin), tournée au Québec.
- 2004 : Oreste – The reality show, Espace GO et Théâtre de l'Opsis.
- 2004 : Le Peintre des madones (Michel Marc Bouchard), Espace GO.
- 2005 : Lilies (Michel Marc Bouchard), American Conservatory Theatre.
- 2005 : Gertrude (Le cri) (Howard Barker), Espace GO.
- 2005 : Gaetano Triggiano’s show, concept et mise en scène, Théâtre Smeraldo, Milan, Italie.
- 2005 : Hosanna (Michel Tremblay), Théâtre du Nouveau Monde.
- 2006 : Assorted Candies (Michel Tremblay), Centaur Theatre.
- 2007 : Swimming in the shallows (Adam Bock), traduction et mise en scène Théâtre de l’Opsis et Espace Go.
- 2007 : La Leçon d’histoire (Alan Bennett), Compagnie Jean Duceppe.
- 2007 : L'Histoire d'un Flo pour la ville de La Baie.
- 2010 : Le Blues d’la Métropole (Michèle Grondin, Louisa Déry, Beau Dommage), Montréal.
- 2010 : Thérèse et Pierrette à l'école des Saints-Anges (d'après le roman éponyme de Michel Tremblay), Théâtre Jean-Duceppe.
- 2011 :  Projet Andromaque (Jean Racine), Espace GO
- 2012 : Christine, la reine-garçon (Michel Marc Bouchard), Théâtre du Nouveau Monde. Création.
- 2013 : Le Diable rouge (Antoine Rault), Compagnie Jean Duceppe.
- 2014 : Rouge (John Logan), Théâtre du Rideau Vert.
- 2015 : La Divine Illusion (Michel Marc Bouchard), Théâtre du Nouveau Monde.
- 2018 : Edmond (Alexis Michalik), Théâtre du Nouveau Monde et Productions Juste pour rire.
- 2019 : On va tous mourir (Laurent Paquin et Simon Boudreault), Guy Lévesque Productions.
- 2019 : Bernadette de Lourdes, à Lourdes[22].
- 2019 : Électre (Évelyne de la Chenelière, d’après Sophocle), à l’Espace Go
- 2019 : La nuit où Laurier Gaudreault s’est réveillé (Michel Marc Bouchard), Théâtre du Nouveau Monde. Création.
- 2020 : Mademoiselle Julie (August Strindberg), metteur en scène et traducteur, Théâtre du Rideau Vert.
- 2021 : Je vais t’aimer, auteur du livret sur Michel Sardou et metteur en scène.
- 2022 : Cher Tchekhov, (Michel Tremblay), Théâtre du Nouveau Monde.
- 2022 : Annie, (comédie musicale), livret du spectacle a été traduit en français par Serge Denoncourt, les paroles des chansons sont de Serge Denoncourt et Manuel Tadros.

## Prix et distinctions
- 1996 : Prix Gascon-Roux de la meilleure mise en scène pour Le temps et la chambre (Théâtre du Nouveau Monde).
- 1997 : Masque de la production de l'année pour Don Juan.
- 1998 : Masque de la meilleure mise en scène pour Je suis une mouette (non ce n'est pas ça).
- 1998 : Masque de la meilleure mise en scène pour Les estivants.
- 1998 : Prix Gascon-Roux de la meilleure mise en scène pour Les estivants (Théâtre du Nouveau Monde).
- 2000 : Molière du meilleur one man show pour Arturo Brachetti.
- 2001 : Prix Centaure du meilleur premier film pour Via Crucis, 11e Festival international du film de St-Pétersbourg, Russie.
- 2001 : Sélection officielle de Via Crucis au Festival de films de Venise.
- 2004 : Masque du public Loto-Québec et Masque de la meilleure production - Montréal pour Les feluettes.
- 2015 : Prix de la meilleure mise en scène pour Un tramway nommé désir remis par l'Association québécoise des critiques de théâtre (AQCT).
- 2016 :  Membre de l'Ordre du Canada[17]